# Legislatura 2014–2019 (Republica Moldova)
Parlamentul Republicii Moldova de legislatura a IX-a a fost constituit în urma alegerilor parlamentare ordinare din 30 noiembrie 2014 și a activat până la data de 24 februarie 2019.

## Sumar
La 29 decembrie 2014 a avut loc ședința de constituire a parlamentului de legislatura a IX-a fiind prezidată de decanul de vârstă, deputatul PSRM Eduard Smirnov. La ședință au participat președintele țării, Nicolae Timofti, premierul în exercițiu, Iurie Leancă, președintele Curții Constituționale, Alexandru Tănase, precum și reprezentanții corpului diplomatic acreditat la Chișinău. Președinte al Parlamentului a fost ales Andrian Candu (PDM), iar vicepreședinți – Liliana Palihovici (PLDM) și Vladimir Vitiuc (PCRM). Tot la prima ședință a noului parlament întrunit, deputata comunistă Irina Vlah a anunțat ca părăsește Partidul Comuniștilor, ramânând deputat independent. Ea și-a motivat gestul prin faptul că PCRM nu s-a apropiat destul de Federația Rusă. La 22 martie 2015 ea a fost aleasă cu în funcția de bașcan al regiunii autonome Găgăuzia, fiind susținută de Partidul Socialiștilor; pe 15 aprilie 2015 a fost învestită oficial în funcția de bașcan, iar în data de 30 aprilie 2015 parlamentul a aprobat demisia sa din funcția de deputat, conform principiilor de incompatibilitate a funcțiilor publice în țară. Mandatul său de deputat în parlament, care aparținea PCRM a fost declarat vacant și apoi atribuit următorului candidat supleant de pe lista PCRM, Inna Șupac, aceasta fiind aleasă formal în calitate de deputat cu validarea mandatului la 11 mai 2015.
La 17 iulie 2015, deputata socialistă Lidia Lupu a părăsit fracțiunea PSRM din parlament, rămânând în calitate de deputat neafiliat și neavând dreptul să adere la vreo fracțiune parlamentară în următoarele șase luni. Pe 18 decembrie 2015 ea a aderat la fracțiunea parlamentară a Partidului Democrat din Moldova.
În dimineața zilei de 21 decembrie, un grup de 14 deputați comuniști au anunțat că părăsesc fracțiunea Partidului Comuniștilor și că vor forma propria platformă parlamentară: Platforma Social Democrată Pentru Moldova. PDM și grupul de ex-comuniști începuseră să poarte discuții privind formarea unei majorități parlamentare, iar Vlad Plahotniuc afirma atunci că susține ideea de a fi creată o platformă social-democrată majoritară în Parlament.
Pe 13 ianuarie 2016 majoritatea parlamentară nou-formată l-a înaintat pe Vlad Plahotniuc la funcția de prim-ministru, însă, Președintele Republicii Moldova, Nicolae Timofti, a respins candidatura lui cu motivația că „există suspiciuni rezonabile că domnul Vladimir Plahotniuc nu întrunește criteririle de integritate necesare desemnării sale în funcția de prim-ministru, având în vedere și faptul că prin Hotărârea nr. 5 din 15.02.2013 a Parlamentului Republicii Moldova, publicată în Monitorul Oficial pe data de 22.02.2013, domnului Vladimir Plahotniuc i s-a exprimat vot de neîncredere, în calitatea sa de prim-vicepreședinte al Parlamentului, aducându-i-se acuzații de implicare în activități ilegale care vin să prejudicieze imaginea Parlamentului și a Republicii Moldova”.

## Fracțiuni parlamentare

### Structura inițială
Partidul Socialiștilor din Republica Moldova (25 de mandate)
Partidul Liberal Democrat din Moldova (23 de mandate)
Partidul Comuniștilor din Republica Moldova (21 de mandate)
Partidul Democrat din Moldova (19 mandate)
Partidul Liberal (13 mandate)

### Structura actuală
Partidul Democrat din Moldova (42 mandate)
Partidul Socialiștilor din Republica Moldova (24 mandate)
Partidul Liberal (9 mandate)
Grupul Parlamentar Popular European (9 mandate)
Partidul Comuniștilor din Republica Moldova (6 mandate)
Partidul Liberal Democrat din Moldova (5 mandate)
Deputați neafiliați (6 mandate)

## Lista deputaților

### Lista inițială
Aceasta este lista deputaților aleși la 30 noiembrie 2014 în Parlamentul Republicii Moldova.
| Nr. | Nume                  | Domiciliu                         | Anul nașterii | Apartenența politică | Profesie / ocupație |
| --- | --------------------- | --------------------------------- | ------------- | -------------------- | --- |
| 1   | Zinaida Greceanîi     | mun. Chișinău                     | 1956          | -                    | economist, finansist, deputat în Parlamentul Republicii Moldova                                                                             |
| 2   | Igor Dodon            | mun. Chișinău                     | 1975          | PSRM                 | economist, deputat în Parlamentul Republicii Moldova, președintele Partidului Socialiștilor din Republica Moldova                           |
| 3   | Eduard Smirnov        | mun. Chișinău                     | 1939          | PSRM                 | inginer, consilier, PSRM |
| 4   | Ion Ceban             | mun. Chișinău                     | 1980          | PSRM                 | matematician, deputat în Parlamentul Republicii Moldova                                                                                     |
| 5   | Andrei Neguța         | mun. Chișinău                     | 1952          | -                    | politolog |
| 6   | Fiodor Gagauz         | s. Gaidar, U.T.A. Găgăuzia        | 1958          | -                    | jurist, deputat în Adunarea Populară a Găgăuziei                                                                                            |
| 7   | Vlad Batrîncea        | mun. Chișinău                     | 1981          | PSRM                 | jurist, secretar executiv, PSRM |
| 8   | Alla Dolință          | mun. Chișinău                     | 1969          | PSRM                 | contabil, administrator, “Vesma-Teh” S.R.L.                                                                                                 |
| 9   | Vladimir Țurcan       | mun. Chișinău                     | 1954          | PMUEM                | jurist, pensionar militar |
| 10  | Bogdat Țîrdea         | mun. Chișinău                     | 1974          | -                    | politolog, lector, Universitatea Pedagogică de Stat “Ion Creangă”, mun. Chișinău                                                            |
| 11  | Oleg Lipskii          | mun. Chișinău                     | 1960          | PSRM                 | inginer-mecanic, director, “M.D.-Trans” S.R.L.                                                                                              |
| 12  | Lidia Lupu            | or. Hîncești, r-nul Hîncești      | 1953          | PSRM                 | economist, președintele Organizației teritoriale PSRM                                                                                       |
| 13  | Corneliu Furculiță    | mun. Chișinău                     | 1969          | PSRM                 | jurist, finansist, consilier, PSRM |
| 14  | Vasile Bolea          | mun. Chișinău                     | 1982          | PSRM                 | jurist, Fundația de binefacere “Soluția” |
| 15  | Radu Mudreac          | mun. Chișinău                     | 1973          | PSRM                 | medic-veterinar, director, “Gradioni” S.R.L.                                                                                                |
| 16  | Marina Radvan         | mun. Chișinău                     | 1991          | PSRM                 | actriță |
| 17  | Vladimir Golovatiuc   | mun. Chișinău                     | 1962          | -                    | economist, docent la catedră, Universitatea din Sankt-Petersburg                                                                            |
| 18  | Ghenadi Mitriuc       | or. Ungheni, r-nul Ungheni        | 1968          | PSRM                 | jurist, economist, director, “Rincor Prim” S.R.L.                                                                                           |
| 19  | Victor Sorocean       | mun. Bălți                        | 1948          | PSRM                 | economist, administrator, FPC “Europrolux” S.R.L.                                                                                           |
| 20  | Elena Hrenova         | mun. Chișinău                     | 1950          | PSRM                 | organizator, președintele Asociației Obștești “Echitate”                                                                                    |
| 21  | Anatolie Labuneț      | mun. Chișinău                     | 1956          | PSRM                 | inginer-mecanic, director, “Autoval” S.R.L.                                                                                                 |
| 22  | Vladimir Odnostalco   | mun. Chișinău                     | 1984          | PSRM                 | psiholog |
| 23  | Grigore Novac         | mun. Chișinău                     | 1983          | PSRM                 | jurist, jurist, PSRM |
| 24  | Alexandr Nesterovschi | s. Răuțel, r-nul Fălești          | 1981          | PSRM                 | jurist, director, filiala Fundației de binefacere “Soluția”                                                                                 |
| 25  | Oleg Savva            | or. Fălești, r-nul Fălești        | 1966          | PSRM                 | jurist, președintele Organizației teritoriale PSRM                                                                                          |
| 26  | Vladimir Filat        | mun. Chișinău                     | 1969          | PLDM                 | licențiat în drept, președintele Partidului Liberal Democrat din Moldova                                                                    |
| 27  | Iurie Leancă          | or. Ialoveni, r-nul Ialoveni      | 1963          | PLDM                 | diplomat, prim-ministru al Republicii Moldova, prim-vicepreședintele PLDM                                                                   |
| 28  | Liliana Palihovici    | mun. Chișinău                     | 1971          | PLDM                 | istoric, specialist in relații internaționale, vicepreședintele Parlamentului Republicii Moldova, vicepreședintele PLDM                     |
| 29  | Natalia Gherman       | mun. Chișinău                     | 1969          | PLDM                 | diplomat, viceprim-ministru, ministrul Afacerilor Externe și Integrării Europene                                                            |
| 30  | Maia Sandu            | mun. Chișinău                     | 1972          | PLDM                 | economist, ministrul Educației |
| 31  | Valeriu Streleț       | mun. Chișinău                     | 1970          | PLDM                 | istoric, profesor de istorie, jurist, specialist în drept economic, deputat în Parlamentul Republicii Moldova, vicepreședintele PLDM        |
| 32  | Grigore Belostecinic  | mun. Chișinău                     | 1960          | PLDM                 | economist-marketolog, academician, rector, Academia de Studii Economice, mun. Chișinău, vicepreședintele PLDM                               |
| 33  | Vadim Pistrinciuc     | mun. Chișinău                     | 1981          | PLDM                 | sociolog, vicepreședintele PLDM |
| 34  | Eugen Carpov          | mun. Chișinău                     | 1966          | PLDM                 | diplomat, viceprim-ministru, Guvernul Republicii Moldova                                                                                    |
| 35  | Oleg Balan            | mun. Chișinău                     | 1969          | PLDM                 | jurist, rector, Academia de Administrare Publică, mun. Chișinău                                                                             |
| 36  | Victor Roșca          | or. Codru, mun. Chișinău          | 1962          | PLDM                 | fizician, secretar general al PLDM |
| 37  | Grigore Cobzac        | or. Hîncești, r-nul Hîncești      | 1959          | PLDM                 | inginer-constructor, președintele Consiliului raional Hîncești                                                                              |
| 38  | Gheorghe Mocanu       | mun. Chișinău                     | 1982          | PLDM                 | economist, deputat în Parlamentul Republicii Moldova                                                                                        |
| 39  | Vladimir Hotineanu    | mun. Chișinău                     | 1950          | PLDM                 | medic-chirurg, doctor habilitat, deputat în Parlamentul Republicii Moldova                                                                  |
| 40  | Tudor Deliu           | mun. Chișinău                     | 1955          | PLDM                 | jurist, magistru în administrație publică, magistru în drept, deputat în Parlamentul Republicii Moldova                                     |
| 41  | Iurie Țap             | or. Florești, r-nul Florești      | 1955          | PLDM                 | pedagog, deputat în Parlamentul Republicii Moldova, vicepreședintele PLDM                                                                   |
| 42  | Ștefan Creangă        | mun. Chișinău                     | 1973          | PLDM                 | jurist, viceministrul Finanțelor |
| 43  | Angel Agache          | mun. Chișinău                     | 1976          | PLDM                 | economist, jurist, manager în științe politice, deputat în Parlamentul Republicii Moldova                                                   |
| 44  | Chiril Lucinschi      | mun. Chișinău                     | 1970          | PLDM                 | diplomat, deputat în Parlamentul Republicii Moldova                                                                                         |
| 45  | Mihaela Spatari       | mun. Chișinău                     | 1989          | PLDM                 | specialist în comunicare publică, prim-vicepreședintele Tineretului Liberal Democrat din Moldova                                            |
| 46  | Anatolie Dimitriu     | mun. Chișinău                     | 1973          | PLDM                 | magistru în drept constituțional, deputat în Parlamentul Republicii Moldova                                                                 |
| 47  | Valeriu Ghilețchi     | mun. Chișinău                     | 1960          | -                    | inginer de radio, licențiat în teologie, deputat în Parlamentul Republicii Moldova                                                          |
| 48  | Nicolae Juravschi     | mun. Chișinău                     | 1964          | PLDM                 | pedagog, jurist, deputat în Parlamentul Republicii Moldova, președintele Comitetului Național Olimpic, mun. Chișinău                        |
| 49  | Vladimir Voronin      | mun. Chișinău                     | 1941          | PCRM                 | inginer-economist, politolog, jurist, deputat în Parlamentul Republicii Moldova, președintele Partidului Comuniștilor din Republica Moldova |
| 50  | Maria Postoico        | mun. Chișinău                     | 1950          | PCRM                 | jurist, deputat în Parlamentul Republicii Moldova, membrul Comitetului executiv politic al CC al PCRM                                       |
| 51  | Artur Reșetnicov      | mun. Chișinău                     | 1975          | PCRM                 | jurist, deputat în Parlamentul Republicii Moldova                                                                                           |
| 52  | Galina Balmoș         | or. Strășeni, r-nul Strășeni      | 1961          | PCRM                 | filolog, licențiată în drept, deputat în Parlamentul Republicii Moldova, membrul Comitetului executiv politic al CC al PCRM                 |
| 53  | Violeta Ivanov        | mun. Chișinău                     | 1967          | PCRM                 | inginer, diplomat, deputat în Parlamentul Republicii Moldova, președintele Comisiei parlamentare mediu și schimbări climatice               |
| 54  | Vladimir Vitiuc       | mun. Bălți                        | 1972          | PCRM                 | economist, deputat în Parlamentul Republicii Moldova, membrul Comitetului executiv politic al CC al PCRM                                    |
| 55  | Alexandr Bannicov     | mun. Chișinău                     | 1962          | PCRM                 | inginer, deputat în Parlamentul Republicii Moldova                                                                                          |
| 56  | Irina Vlah            | mun. Comrat, U.T.A. Găgăuzia      | 1974          | PCRM                 | jurist, deputat în Parlamentul Republicii Moldova, membrul Comitetului executiv politic al CC al PCRM                                       |
| 57  | Ion Tomai             | s. Gîrbova, r-nul Ocnița          | 1952          | PCRM                 | agronom, președintele Consiliului raional Ocnița                                                                                            |
| 58  | Oleg Reidman          | mun. Chișinău                     | 1952          | PCRM                 | radiofizic, deputat în Parlamentul Republicii Moldova                                                                                       |
| 59  | Elena Bodnarenco      | or. Soroca, r-nul Soroca          | 1965          | PCRM                 | magistru în domeniul administrației publice, primarul or. Soroca                                                                            |
| 60  | Victor Mîndru         | mun. Chișinău                     | 1959          | PCRM                 | inginer-tehnolog, magistru în relații internaționale, deputat în Parlamentul Republicii Moldova                                             |
| 61  | Petru Porcescu        | or. Strășeni, r-nul Strășeni      | 1953          | PCRM                 | inginer cadastral, vicepreședintele Consiliului raional Strășeni                                                                            |
| 62  | Igor Vremea           | mun. Chișinău                     | 1973          | PCRM                 | jurist, deputat în Parlamentul Republicii Moldova                                                                                           |
| 63  | Boris Golovin         | mun. Chișinău                     | 1958          | PCRM                 | medic stomatolog, profesor, Colegiul național de medicină și farmacie, Universitatea de Medicină și Farmacie “N.Testemițanu”, mun. Chișinău |
| 64  | Corneliu Mihalache    | or. Vadul-lui-Vodă, mun. Chișinău | 1972          | PCRM                 | politolog, redactor-șef, C.I.S.P “Moldova Independentă”                                                                                     |
| 65  | Anatolie Gorilă       | mun. Chișinău                     | 1960          | PCRM                 | inginer mecanic, deputat în Parlamentul Republicii Moldova, membrul Comitetului executiv politic al CC al PCRM                              |
| 66  | Anatolie Zagorodnîi   | or. Hîncești, r-nul Hîncești      | 1973          | PCRM                 | jurist, deputat în Parlamentul Republicii Moldova, membrul Comitetului executiv politic al CC al PCRM                                       |
| 67  | Sergiu Stati          | mun. Chișinău                     | 1961          | PCRM                 | istoric, deputat în Parlamentul Republicii Moldova                                                                                          |
| 68  | Vasili Panciuc        | mun. Bălți                        | 1949          | PCRM                 | inginer, primarul mun. Bălți |
| 69  | Oxana Domenti         | mun. Chișinău                     | 1972          | PCRM                 | economist, deputat în Parlamentul Republicii Moldova                                                                                        |
| 70  | Marian Lupu           | mun. Chișinău                     | 1966          | PDM                  | economist, deputat în Parlamentul Republicii Moldova, președintele Partidului Democrat din Moldova                                          |
| 71  | Vladimir Plahotniuc   | mun. Chișinău                     | 1966          | PDM                  | economist, prim-vicepreședintele PDM |
| 72  | Igor Corman           | mun. Chișinău                     | 1969          | PDM                  | istoric, diplomat, președintele Parlamentului Republicii Moldova, vicepreședintele PDM                                                      |
| 73  | Andrian Candu         | mun. Chișinău                     | 1975          | PDM                  | jurist, viceprim-ministru, ministrul Economiei, vicepreședintele PDM                                                                        |
| 74  | Dumitru Diacov        | mun. Chișinău                     | 1952          | PDM                  | jurnalist, deputat în Parlamentul Republicii Moldova, președintele de onoare al PDM                                                         |
| 75  | Pavel Filip           | mun. Chișinău                     | 1966          | PDM                  | inginer-mecanic, ministrul Tehnologiei Informației și Comunicațiilor, vicepreședintele PDM                                                  |
| 76  | Constantin Botnari    | mun. Chișinău                     | 1966          | PDM                  | economist, șef al cabinetului fracțiunii PDM în Parlamentul Republicii Moldova, secretarul general al PDM                                   |
| 77  | Valentina Buliga      | or. Codru, mun. Chișinău          | 1961          | PDM                  | farmacist, ministrul Muncii, Protecției Sociale și Familiei, vicepreședintele PDM                                                           |
| 78  | Monica Babuc          | mun. Chișinău                     | 1964          | PDM                  | istoric, ministrul Culturii |
| 79  | Nicolai Dudoglo       | mun. Comrat, U.T.A. Găgăuzia      | 1966          | PDM                  | profesor, primarul mun. Comrat |
| 80  | Vasile Botnari        | mun. Chișinău                     | 1975          | PDM                  | economist, ministrul Transporturilor și Infrastructurii Drumurilor                                                                          |
| 81  | Serghei Sîrbu         | mun. Chișinău                     | 1980          | PDM                  | jurist, manager, vicepreședintele Parlamentului Republicii Moldova                                                                          |
| 82  | Constantin Țuțu       | s. Băcioi, mun. Chișinău          | 1987          | PDM                  | sportiv de performanță |
| 83  | Marcel Răducan        | mun. Chișinău                     | 1967          | PDM                  | inginer, ministrul Construcțiilor și Dezvoltării Regionale, vicepreședintele PDM                                                            |
| 84  | Raisa Apolschii       | mun. Chișinău                     | 1964          | PDM                  | jurist, deputat în Parlamentul Republicii Moldova                                                                                           |
| 85  | Oleg Sîrbu            | or. Edineț, r-nul Edineț          | 1967          | PDM                  | agronom, deputat în Parlamentul Republicii Moldova                                                                                          |
| 86  | Valentina Stratan     | or. Codru, mun. Chișinău          | 1962          | PDM                  | biolog, deputat în Parlamentul Republicii Moldova, vicepreședintele PDM                                                                     |
| 87  | Demian Caraseni       | s. Congaz, U.T.A. Găgăuzia        | 1966          | PDM                  | pedagog, vicepreședintele Adunării Populare a U.T.A. Găgăuzia                                                                               |
| 88  | Vasile Bîtca          | or. Nisporeni, r-nul Nisporeni    | 1971          | PDM                  | jurist, președintele Consiliului raional Nisporeni                                                                                          |
| 89  | Mihai Ghimpu          | mun. Chișinău                     | 1951          | PL                   | jurist, deputat în Parlamentul Republicii Moldova, președintele Partidului Liberal                                                          |
| 90  | Dorin Chirtoacă       | mun. Chișinău                     | 1978          | PL                   | jurist, primar general al mun. Chișinău, prim-vicepreședintele PL                                                                           |
| 91  | Anatolie Șalaru       | mun. Chișinău                     | 1962          | PL                   | medic, prim-vicepreședintele PL |
| 92  | Corina Fusu           | mun. Chișinău                     | 1959          | PL                   | jurnalistă, deputat în Parlamentul Republicii Moldova, vicepreședintele PL                                                                  |
| 93  | Valeriu Munteanu      | s. Floreni, r-nul Anenii Noi      | 1980          | PL                   | jurist, deputat în Parlamentul Republicii Moldova, vicepreședintele PL                                                                      |
| 94  | Mihail Moldovanu      | mun. Chișinău                     | 1965          | PL                   | medic, șef, direcția sănătate a Primăriei mun. Chișinău, vicepreședintele PL                                                                |
| 95  | Veaceslav Untilă      | mun. Chișinău                     | 1956          | PL                   | inginer mecanic, licențiat în drept, conferențiar universitar, Universitatea de Studii Europene, vicepreședintele PL                        |
| 96  | Ion Apostol           | mun. Chișinău                     | 1962          | PL                   | profesor, administrator, “Optimal-Impex” S.R.L., secretar general al PL                                                                     |
| 97  | Veronica Herța        | mun. Chișinău                     | 1979          | PL                   | economist, șef, direcția generală finanțe a Primăriei mun. Chișinău, vicepreședintele PL                                                    |
| 98  | Lilian Carp           | s. Zamciogi, r-nul Strășeni       | 1978          | PL                   | pedagog, șef, direcția coordonarea activității executivului, Primăria mun. Chișinău                                                         |
| 99  | Iurie Chirinciuc      | mun. Chișinău                     | 1961          | PL                   | economist, merceolog de înaltă calificare, manager general, “ROVIGO” S.R.L.                                                                 |
| 100 | Iurie Dîrda           | mun. Chișinău                     | 1971          | PL                   | inginer-constructor, administrator, “Darsimid” S.R.L. și “Dansicons” S.R.L.                                                                 |
| 101 | Gheorghe Brega        | mun. Chișinău                     | 1951          | PL                   | medic, deputat în Parlamentul Republicii Moldova                                                                                            |

### Schimbări
- Irina Vlah (PCRM) → independent → renunțare la mandat, înlocuită de Inna Șupac (PCRM)[12]
- Iurie Leancă (PLDM) → independent
- Eugen Carpov (PLDM) → independent
- Nicolae Juravschi (PLDM) → independent
- Lidia Lupu (PSRM) → independent → aderare la PDM
- Ion Ceban (PSRM) → renunțare la mandat, înlocuit de Adrian Lebedinschi[13]
- Dorin Chirtoacă (PL) → renunțare la mandat, înlocuit de Mihaela Iacob[14]
- Veronica Herța (PL) → renunțare la mandat, înlocuită de Ion Casian
- Mihai Moldovanu (PL) → renunțare la mandat, înlocuit de Vladimir Cernat
- Corina Fusu (PL) → renunțare la mandat în favoarea funcției de ministru
- Iurie Chirinciuc (PL) → renunțare la mandat în favoarea funcției de ministru
- Valeriu Munteanu (PL) → renunțare la mandat în favoarea funcției de ministru
- Gheorghe Brega (PL) → renunțare la mandat în favoarea funcției de ministru
- Anatol Șalaru (PL) → renunțare la mandat în favoarea funcției de ministru
- Mihaela Iacob (PL) → renunțare la mandat[15]
- Maia Sandu (PLDM) → renunțare la mandat în favoarea funcției de ministru[16]
- Natalia Gherman (PLDM) → renunțare la mandat în favoarea funcției de ministru[16]
- Oleg Balan (PLDM) → renunțare la mandat în favoarea funcției de ministru[16]
- Grigore Belostecinic (PLDM) și-a depus mandatul pentru a-și continua activitatea în calitate de rector[16]
- Anatolie Dimitriu (PLDM) → renunțare la mandat în favoarea funcției de președinte al raionului Ialoveni; înlocuit de Nae-Simion Pleșca[17][18]
- Valeriu Streleț (PLDM) → renunțare la mandat în favoarea funcției de prim-ministru; înlocuit de Octavian Grama[19]
- Vasile Botnari (PDM) → renunțare la mandat în favoarea funcției de ministru[16]
- Monica Babuc (PDM) → renunțare la mandat în favoarea funcției de ministru[16]
- Vasile Bîtca (PDM) → renunțare la mandat în favoarea funcției de ministru[16]
- Pavel Filip (PDM) → renunțare la mandat în favoarea funcției de ministru[16]
- Ion Tomai (PCRM) → și-a depus mandatul pentru a rămâne președinte al raionului Ocnița[16]
- Nicolae Molozea (PDM) → și-a depus mandatul preferând funcția de președinte al raionului Ștefan Vodă; înlocuit de Elena Bacalu[20]
- Vlad Plahotniuc (PDM) → și-a depus mandatul; în locul său deputat devine Corneliu Dudnic[21][22]
- Igor Corman (PDM) → renunțare la mandat, înlocuit de Iurie Cazacu[23]

---

#### Deputați noi
| Nr. | Nume                 | Domiciliu         | Anul nașterii | Apartenența politică | Profesie / ocupație |
| --- | -------------------- | ----------------- | ------------- | -------------------- | --- |
| #   | Inna Șupac           | Basarabeasca      | 1984          | PCRM                 | antropolog, magistru în antropologie, Prim secretar al Uniunii Tineretului Comunist din RM, deputat în Parlamentul Republicii Moldova |
| #   | Elena Gudumac        | Glodeni           | 1968          | PCRM                 | Pedagog, manager în domeniul administrației publice                                                                                   |
| #   | Mihaela Iacob        | Chișinău          | 1973          | PL                   | Inginer IT, șef-adjunct DAURF, Primăria Chișinău                                                                                      |
| #   | Ion Casian           | Chișinău          | 1953          | PL                   | Avocat, Uniunea Avocaților Republicii Moldova                                                                                         |
| #   | Vladimir Cernat      | Ialoveni          | 1974          | PL                   | Economist, administrator SRL „CristSandCom”                                                                                           |
| #   | Roman Boțan          | Orhei             | 1981          | PL                   | Jurist, Viceprimar or. Orhei |
| #   | Ștefan Vlas          | Sărata Galbenă    | 1964          | PL                   | Politolog, Primar s. Sărata Galbenă                                                                                                   |
| #   | Petru Cosoi          | Călărași          | 1956          | PL                   | Manager în agricultură, Antreprenor, GȚ „Cosoi Petru”, or. Călărași                                                                   |
| #   | Alina Zotea          | Chișinău          | 1986          | PL                   | Economist |
| #   | Artur Gutium         | Chișinău          | 1977          | PL                   | Medic, Director general, președintele Asociației Cluburilor Liberale, Italia, .A.S „TURKESE”                                          |
| #   | Aliona Goța          | Cucoara, Cahul    | 1970          | PLDM                 | Profesor de limba și literatura română, Primar com. Cucoara                                                                           |
| #   | Petru Știrbate       | Orhei             | 1960          | PLDM                 | Medic |
| #   | Maria Ciobanu        | Nisporeni         | 1953          | PLDM                 | Profesoară de limba și literatura română                                                                                              |
| #   | Ion Balan            | Lingura, Cantemir | 1962          | PLDM                 | Agronom |
| #   | Nae-Simion Pleșca    | Chișinău          | 1955          | PLDM                 | Filolog |
| #   | Octavian Grama       | Chișinău          | 1971          | PLDM                 | medic de profil general |
| #   | Efrosinia Grețu      | Leova             | 1953          | PDM                  | Pedagog, Președinte CR Leova |
| #   | Eugeniu Nichiforciuc | Chișinău          | 1984          | PDM                  | Manager, Medic, Vicedirector ″Terconvit″ SA                                                                                           |
| #   | Nicolae Molozea      | Ștefan Vodă       | 1960          | PDM                  | Economist, Director ″Elex″ SRL |
| #   | Vladimir Andronachi  | Chișinău          | 1980          | PDM                  | Manager, Manager vânzări corporative SRL "Victoria Leasing"                                                                           |
| #   | Corneliu Padnevici   | Chișinău          | 1975          | PDM                  | Jurist, Administrator, ICS Ch. ″Codru″ SRL                                                                                            |
| #   | Elena Bacalu         | Cahul             | 1961          | PDM                  | Pedagog-psiholog, vicepreședinte al Consiliului Raional Cahul                                                                         |
| #   | Corneliu Dudnic      | Vulcănești        | 1982          | PDM                  | Economist, judocan |
| #   | Iurie Cazacu         | Chișinău          | 1976          | PDM                  | Jurist |
| #   | Adrian Lebedinschi   | Chișinău          | 1976          | PSRM                 | Jurist |